# William Howard Taft
William Howard Taft (15. září 1857 – 8. března 1930) byl 27. prezident Spojených států amerických. Před svým vstupem do úřadu byl lídrem progresivního křídla Republikánské strany a profesorem na Yale University. Během výkonu úřadu prezidenta praktikoval v zahraniční politice dolarovou diplomacii. Po skončení v úřadu prezidenta se stal 10. předsedou Nejvyššího soudu. Je tak jedinou osobou v americké historii, která skládala prezidentskou přísahu (jako prezident) a do jejíž rukou byla tato přísaha skládána (coby předsedovi Nejvyššího soudu).
Do jeho rukou složili přísahu následující američtí prezidenti:
- 4. března 1925 – Calvin Coolidge
- 4. března 1929 – Herbert Hoover

Jednalo se zatím o nejtlustšího prezidenta Spojených států.
V některých ohledech navazuje na Theodora Roosevelta – pokračuje v boji proti trustům (respektive prosazuje jejich redukci) a zvyšuje dohled nad dětskou prací. Dále podpořil prosazení 16. dodatku (zavedení federální daně z příjmu) a 17.dodatku (přímá volba senátorů). Nepodporoval myšlenku prohibice a volebního práva žen.
Jako první americký prezident byl pohřben na Arlingtonském národním hřbitově.

## Vláda Williama Tafta
| Vláda Williama Tafta    | Vláda Williama Tafta | Vláda Williama Tafta |
| Úřad                    | Osoba                | Období               |
| ----------------------- | -------------------- | -------------------- |
| Prezident               | William Howard Taft  | 1909–1913            |
| Viceprezident           | James S. Sherman     | 1909–1912            |
| Viceprezident           | Nejmenován           | 1912–1913            |
| Ministr zahraničí       | Philander C. Knox    | 1909–1913            |
| Ministr financí         | Franklin MacVeagh    | 1909–1913            |
| Ministr války           | Jacob M. Dickinson   | 1909–1911            |
| Ministr války           | Henry L. Stimson     | 1911–1913            |
| Ministr spravedlnosti   | George W. Wickersham | 1909–1913            |
| Ministr pošt            | Frank H. Hitchcock   | 1909–1913            |
| Ministr námořnictva     | George von L. Meyer  | 1909–1913            |
| Ministr vnitra          | Richard A. Ballinger | 1909–1911            |
| Ministr vnitra          | Walter L. Fisher     | 1911–1913            |
| Ministr zemědělství     | James Wilson         | 1909–1913            |
| Ministr obchodu a práce | Charles Nagel        | 1909–1913            |